# 居特斯洛足球俱乐部
居特斯洛足球俱乐部协会（德語：Fußballclub Gütersloh e. V.）是一家位于德国北莱茵-威斯特法伦州居特斯洛的足球俱乐部。其成立于1978年5月21日，是通过阿米尼亚居特斯洛和DJK居特斯洛的足球部门合并而来。俱乐部的一线队曾于1996年至1999年在德国足球乙级联赛作赛，并曾四次参加德国足协杯。
2000年2月14日，俱乐部因债务沉重而被迫解散。作为其继任者，如今的居特斯洛2000于三天后重建。居特斯洛的主场设于海德瓦尔德体育场。